# Mali Osolnik
Mali Osolnik je naselje v Občini Velike Lašče.